# نقابدار و ناشناس
نقابدار و ناشناس (به انگلیسی: Masked and Anonymous) یک فیلم درام آمریکایی-بریتانیایی محصول سال ۲۰۰۳ به کارگردانی لری چارلز با بازی باب دیلن، جان گودمن، جف بریجز، پنه‌لوپه کروز، وال کیلمر، میکی رورک، جسیکا لاندس، لوک ویلسون، آنجلا باست، بروس درن، چیچ مارین، اد هریس، کریس پن، استیون باوئر و لری چارلز است.
این فیلم پس از انتشار نقدهای بسیار ضعیفی دریافت کرد. در وب‌سایت جمع‌آوری نقد راتن تومیتوز، این فیلم بر اساس ۸۲ نقد، ۲۴٪ تأیید و میانگین امتیاز ۴ از ۱۰ را دارد.

## داستان
خواننده‌ای که زندگی حرفه‌ایش رو به پایان است مجبور می‌شود برای شرکت در یک کنسرت خیریه به صورت ناشناس صحنه بازگردد…